# Hesperilla crypsargyra
The Silvered Skipper or Silver Hedge-skipper (Hesperilla crypsargyra) là một loài bướm ngày thuộc họ Hesperiidae. Nó được tìm thấy ở New South Wales, Queensland và Victoria.
Sải cánh dài khoảng 20 mm.

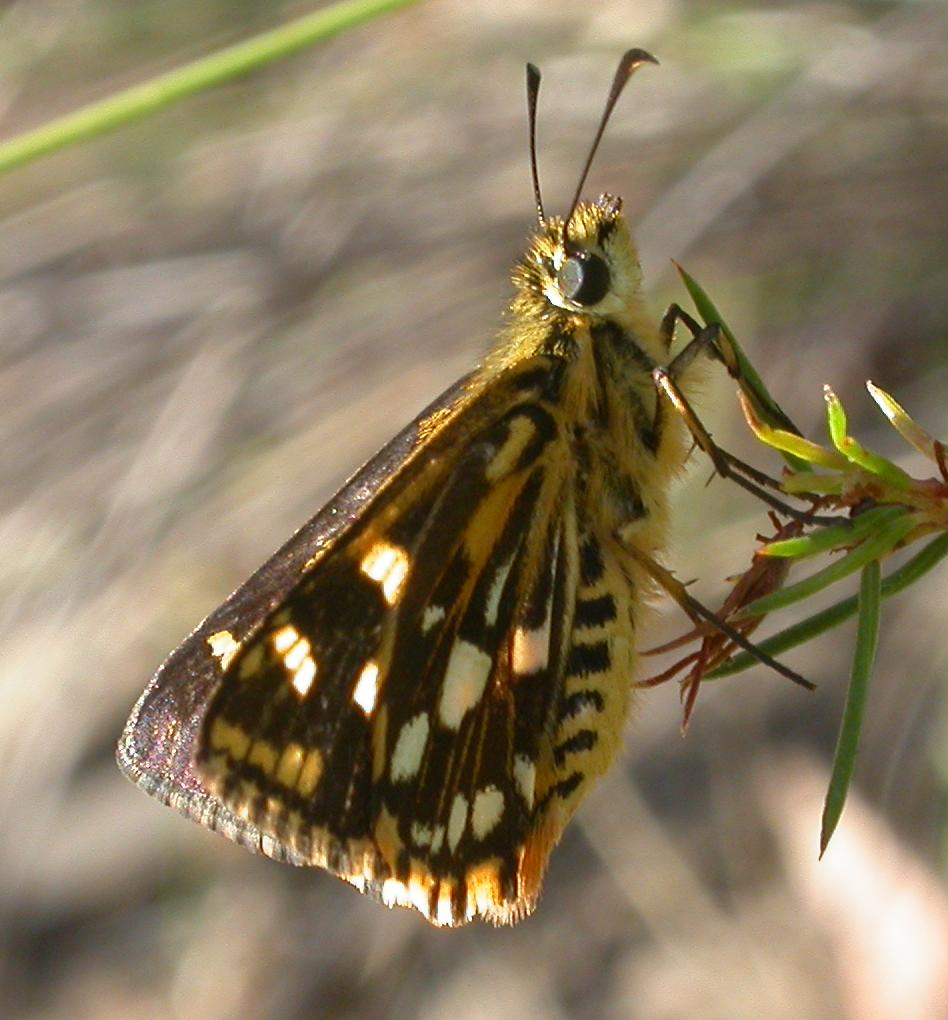

Ấu trùng ăn various sword grasses, bao gồm Gahnia sieberiana, Gahnia grandis and Gahnia microstachya.

## Phụ loài
- Hesperilla crypsargyra crypsargyra  (Meyrick, 1888)  (New South Wales, Victoria)
- Hesperilla crypsargyra hopsoni Waterhouse, 1927 (New South Wales, Queensland)

## Hình ảnh

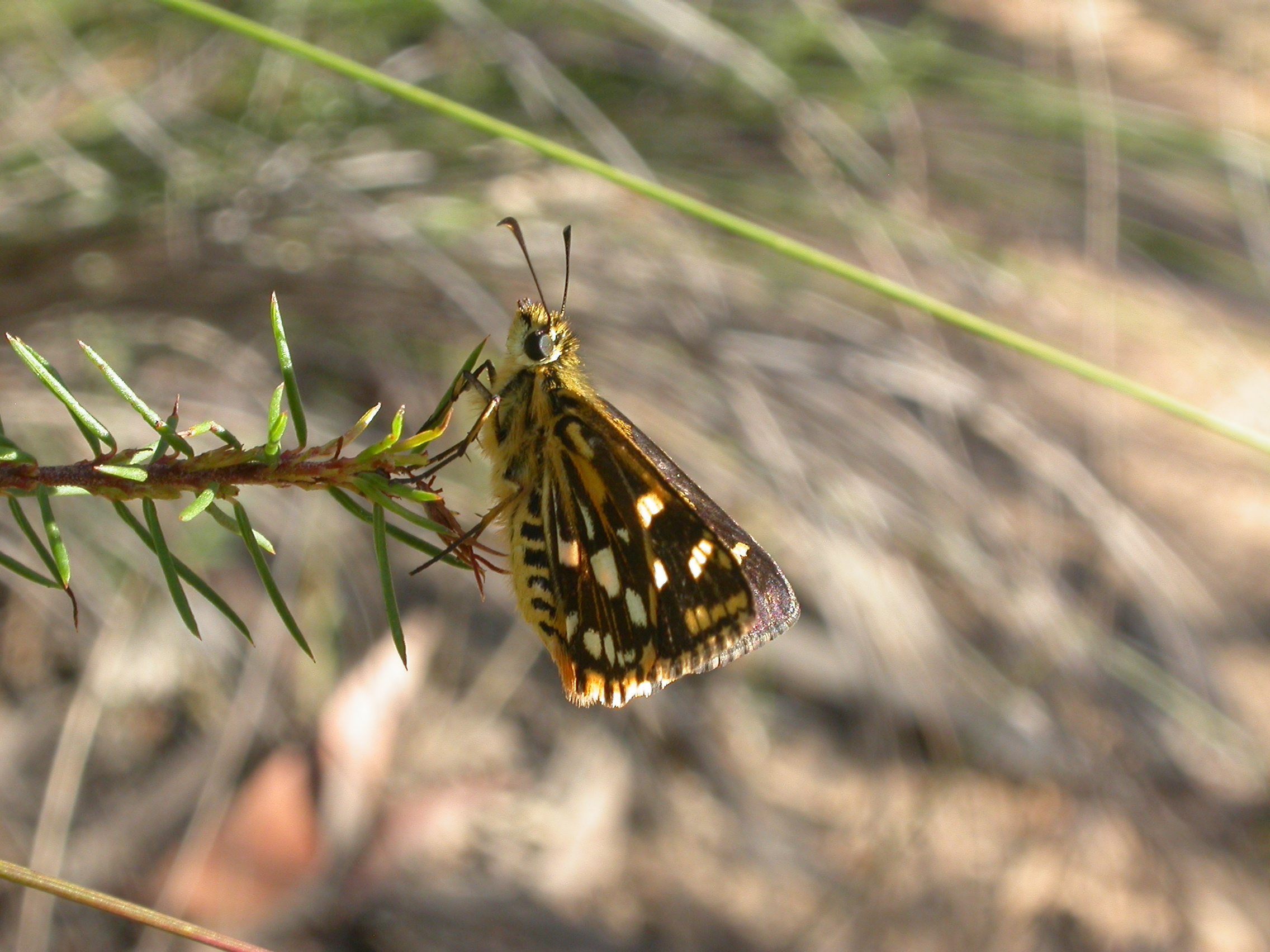
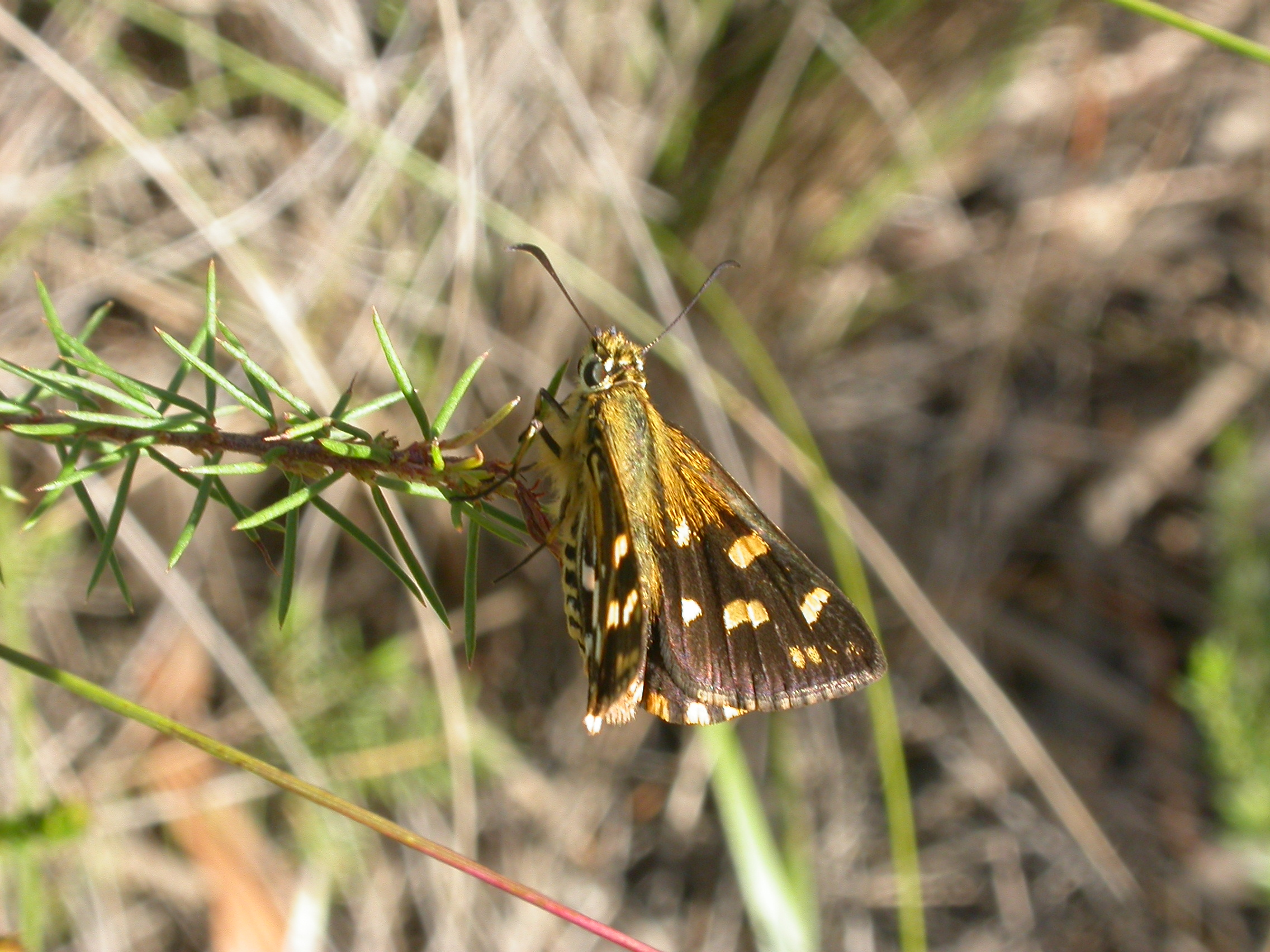